# Echo der Gegenwart
Das Echo der Gegenwart war die erste katholisch geprägte Zeitung für den Großraum Aachen. Sie wurde erstmals am 9. April 1848 durch den Verleger Peter Kaatzer als „Aachener Anzeiger“ aufgelegt sowie ab 1851 als „Echo der Gegenwart“ herausgegeben. Ihre Erscheinung musste 1935 auf Grund eines Verbotes durch die Nationalsozialisten eingestellt werden.

## Geschichte
Nachdem der als Verleger in Aachen tätige Kaatzer bereits in den 1830er-Jahren seine ersten eigenen Zeitschriften herausgegeben hatte, ersuchte er 1842 um die Genehmigung der preußischen Regierung zur Herausgabe eines Anzeigenblattes. Dies wurde ihm jedoch untersagt, da das Aachener Polizeipräsidium als genehmigende Dienststelle wegen der zu erwartenden Konkurrenz zu den bereits im Stadtgebiet erscheinenden Anzeigenblättern „Aachener Fremdenblatt“ und „Stadt-Aachener Zeitung“ Bedenken hatte. Erst im Jahr 1848, als infolge der revolutionären Erhebungen die Konzessionspflicht und Zensur für zunehmend politische Zeitungen aufgehoben wurden, wagte sich Kaatzer erneut an die Umsetzung seiner Pläne.
Zunächst veröffentlichte er Anfang 1848 zwei Flugblätter, in deren Fußnote er sein Vorhaben für eine eigene Zeitung ankündigte und für deren Förderung er unter anderem die Mitglieder des katholischen Bürger- und Wahlvereins „Constantia“ gewinnen konnte. Schließlich erschien am 9. April 1848 die erste Ausgabe seiner neuen Zeitung mit der Bezeichnung „Aachener Anzeiger. Amtliche Bekanntmachungen, Gemeindewesen, Intelligenz, Industrie und Verkehr“ und mit dem Untertitel „Echo der Gegenwart“. Sie wurde zunächst einmal wöchentlich angeboten und stand schwerpunktmäßig im Dienst des Wirtschaftslebens. Ab der sechsten Ausgabe vom 13. Mai 1848 erschien die Zeitung zweimal wöchentlich und ihr wurde eine zweiseitige politische Beilage hinzugefügt, die die Bezeichnung des bisherigen Untertitels der Gesamtausgabe erhielt. Nur einen Monat später wurde diese Beilage zum Hauptbestandteil der Ausgaben erklärt und der Name der Gesamtausgabe in „Echo der Gegenwart. Politik und Geschichte – Intelligenz und Verkehr“ geändert. Der bisher als „Aachener Anzeiger“ herausgegebene Teil erschien fortan auf der letzten Seite des Echos oder als separate Beilage und gelegentlich auch als einzelne selbstständige Ausgabe.
In den nächsten drei Jahren wurden die Bezeichnungen und Gewichtungen erneut mehrfach geändert. Zunächst erschien Anfang 1849 die Zeitung wieder als „Aachener Anzeiger. Gemeinwesen Lokalität, Intelligenz und Verkehr“ mit dem alten Untertitel „Echo der Gegenwart“ und täglicher Ausgabe und dann 1850 als „Aachener Anzeiger. Tagesgeschichte, Intelligenz, Gemeindewesen und Verkehr“. Mit der Wiedereinführung der staatlichen Pressekontrolle im Jahr 1850 und des damit verhängten Kautionszwang musste der politische unter „Echo der Gegenwart“ herausgegebene Teil zunächst eingestellt werden. Infolgedessen trennten sich „Aachener Anzeiger“ und „Echo der Gegenwart“ in zwei Einzelausgaben, wobei der „Aachener Anzeiger“ als nicht kautionspflichtiges Blatt weiterhin täglich herausgegeben wurde. Das nunmehrige „Echo der Gegenwart. Politik und Geschichte – Leben und Verkehr“ erhielt als politische Zeitung eine Kaution und begann erneut mit der Ausgabe „Nummer 1“ und erschien in der Folge dreimal wöchentlich. Erst ab der 119. Ausgabe des Echos wurde diesem im Jahr 1851 wiederum der „Aachener Anzeiger“ angegliedert und konnte fortan mit Zahlung des noch bis 1871 geltenden Kautionszwangs wieder täglich und ab 1870 bei Bedarf sogar zweimal täglich erscheinen. Die Abonnentenzahlen waren dabei von circa 1000 Verträgen im Jahr 1850 bereits bis auf 2000 Verträge im Jahr 1854 angewachsen.
Die Tageszeitung, die zunächst im Dienst des Wirtschaftslebens gestanden hatte, trat nun unterstützt von den katholischen Gesellschaften der Stadt Aachen zunehmend für die Unabhängigkeit der katholischen Kirche sowie die großdeutsche Lösung der deutschen Frage ein und entwickelte sich später zum Sprachrohr der 1870 gegründeten konservativen katholischen Zentrumspartei. Als „Sonderbeilagen“ wurden der Zeitung unterschiedlich thematisierte Fachblätter beigefügt, darunter die „Aachener Sonntagsblumen“ (1882–1905), der „Aachener Hausfreund“ (1891–1899), der „Landwirtschaftliche Ratgeber“ (1895–1900), ferner „Die Zeit in Wort und Bild“ (1905–1906 und 1908–1909), die „Illustrierte Weltschau“ (1914–1918), sowie „Westdeutschland in Wort und Bild“ (1924–1925) und „Heimat und Welt“ (1925, 1927 und 1930).
In späteren Jahren wurde das „Echo der Gegenwart“ nach Kaatzers Tod zunächst von seinen Erben und schließlich vom „Zeitungsverlag Johannes Volk“ auch als Reichsausgabe herausgegeben, musste jedoch 1935 auf Grund eines Verbotes durch die mittlerweile regierenden Nationalsozialisten eingestellt werden.